# The Light
The Light – Soundtrack został zrobiony dla kościoła, dla programu Bożego Narodzenia, wydany 14 grudnia 2003 roku. Rok później utwór z 'The Light' – "World On Fire" trafił na debiutancką płytę zespołu Trading Yesterday – "The Beauty And The Tragedy".

## Twórcy
- David Hodges – śpiew, teksty, tło wokalu, fortepian, keyboard, gitara akustyczna

## Lista utworów
1. "Intro" – 0:42
2. "You Are The Light" – 3:51
3. "World On Fire" – 4:35
4. "Lost In December" z Hannah Hodges – 5:29
5. "Glory To God" z Hannah Hodges – 4:10